# Lista odcinków serialu Tyran
Poniżej znajduje się lista odcinków serialu telewizyjnego  Tyran – emitowanego przez amerykańską stację telewizyjną  FX od 24 czerwca 2014 roku do 7 września 2016 roku. Powstały trzy serię, które łącznie składają się z 32 odcinków. W  Polsce serial jest emitowany od 6 marca 2015 roku przez Fox Polska.
| Sezon | Sezon | Odcinki | Oryginalna emisja | Oryginalna emisja | Oryginalna emisja | Oryginalna emisja | Oryginalna emisja |
| Sezon | Sezon | Odcinki | Premiera sezonu   | Finał sezonu      | Premiera sezonu   | Finał sezonu      |                   |
| ----- | ----- | ------- | ----------------- | ----------------- | ----------------- | ----------------- | ----------------- |
|       | 1     | 10      | 24 czerwca 2014   | 26 sierpnia 2014  | 6 marca 2015      | 8 maja 2015       |                   |
|       | 2     | 12      | 16 czerwca 2015   | 1 września 2015   | 28 kwietnia 2016  | 6 lipca 2016      |                   |
|       | 3     | 12      | 6 lipca 2016      | 2016              | nieemitowany      | nieemitowany      |                   |

## Sezon 1 (2014)
| Nr | #  | Tytuł                                                  | Reżyseria             | Scenariusz                               | Premiera FX      | Premiera Fox Polska |
| -- | -- | ------------------------------------------------------ | --------------------- | ---------------------------------------- | ---------------- | ------------------- |
| 1  | 1  | 'Powrót do Abbudinu' Pilot                             | David Yates           | Gideon Raff                              | 24 czerwca 2014  | 6 marca 2015        |
| 2  | 2  | 'Stan zagrożenia' State of Emergency                   | Michael Lehmann       | Howard Gordon Craig Wright               | 1 lipca 2014     | 13 marca 2015       |
| 3  | 3  | 'Opiekun mojego brata' My Brother's Keeper             | Michael Lehmann       | Glenn Gordon Caron                       | 8 lipca 2014     | 20 marca 2015       |
| 4  | 4  | 'Grzechy ojca' Sins of the Father                      | Jeremy Podeswa        | Peter Noah                               | 15 lipca 2014    | 27 marca 2015       |
| 5  | 5  | 'Zdrowaś Maryjo' Hail Mary                             | David Petrarca        | Chris Levinson                           | 22 lipca 2014    | 3 kwietnia 2015     |
| 6  | 6  | 'Czego potrzeba teraz światu' What the World Needs Now | Tucker Gates          | Arika Lisanne Mitmann Glenn Gordon Caron | 29 lipca 2014    | 10 kwietnia 2015    |
| 7  | 7  | 'Medycyna zapobiegawcza' Preventative Medicine         | Marcos Siega          | Arika Lisanne Mitmann                    | 5 sierpnia 2014  | 17 kwietnia 2015    |
| 8  | 8  | 'Poznajcie nowego szefa' Meet the New Boss             | Charlotte Sieling     | David Matthews                           | 12 sierpnia 2014 | 24 kwietnia 2015    |
| 9  | 9  | 'Światło gazowe' Gaslight                              | Gwyneth Horder-Payton | Chris Levinson Peter Noah Nadia Conners  | 19 sierpnia 2014 | 1 maja 2015         |
| 10 | 10 | 'Wyjazd na ryby' Gone Fishing                          | Michael Lehmann       | Howard Gordon Chris Keyser               | 26 sierpnia 2014 | 8 maja 2015         |

## Sezon 2 (2015)
| Nr | #  | Tytuł                                                           | Reżyseria             | Scenariusz                               | Premiera FX      | Premiera Fox Polska |
| -- | -- | --------------------------------------------------------------- | --------------------- | ---------------------------------------- | ---------------- | ------------------- |
| 11 | 1  | 'Znamię Kaina' Mark of Cain                                     | Gwyneth Horder-Payton | Howard Gordon, Chris Keyser              | 16 czerwca 2015  | 21 kwietnia 2016    |
| 12 | 2  | 'Przeznaczenie' Enter The Fates                                 | Gwyneth Horder-Payton | Glenn Gordon Caron                       | 23 czerwca 2015  | 28 kwietnia 2016    |
| 13 | 3  | 'Wiara' Faith                                                   | Alex Zakrzewski       | Chris Keyser, Howard Gordon              | 30 czerwca 2015  | 5 maja 2016         |
| 14 | 4  | 'Dom zbudowany na piasku' A House Built on Sand                 | Alex Zakrzewski       | Addison McQuigg, Cassie Pappas           | 7 lipca 2015     | 12 maja 2016        |
| 15 | 5  | 'Żmija w pałacu' A Viper in the Palac                           | David Petrarca        | Mark Richard                             | 14 lipca 2015    | 19 maja 2016        |
| 16 | 6  | 'Ten drugi brat' The Other Brother                              | Kari Skogland         | David Fury                               | 21 lipca 2015    | 26 maja 2016        |
| 17 | 7  | 'Straszna łaska boska' The Awful Grace of God                   | Gwyneth Horder-Payton | Chris Keyser                             | 28 lipca 2015    | 2 czerwca 2016      |
| 18 | 8  | 'Ojcowie i synowie' Fathers and Sons                            | Ernest Dickerson      | Cassie Pappas, Addison McQuigg           | 4 sierpnia 2015  | 9 czerwca 2016      |
| 19 | 9  | 'Informatorzy i porzucone kobiety' Inside Men and Outside Women | Andrew Bernstein      | Glenn Gordon Caron                       | 11 sierpnia 2015 | 16 czerwca 2016     |
| 20 | 10 | 'Zanjir' Zanjir                                                 | Peter Weller          | Howard Gordon, Chris Keyser              | 18 sierpnia 2015 | 23 czerwca 2016     |
| 21 | 11 | 'Pustynna burza' Desert Storm                                   | Ciaran Donnelly       | David Fury, Mark Richard, Mando Alvarado | 25 sierpnia 2015 | 30 czerwca 2016     |
| 22 | 12 | 'Pokój w Abuddinie' Pax Abuddin                                 | Gwyneth Horder-Payton | Chris Keyser, Howard Gordon              | 1 września 2015  | 7 lipca 2016        |

## Sezon 3 (2016)
9 października 2015 roku, stacja FX zamówiła 3 serię, która składa się z 10 odcinków
| Nr | #  | Tytuł                      | Reżyseria             | Scenariusz                                 | Premiera FX      | Premiera Fox Polska |
| -- | -- | -------------------------- | --------------------- | ------------------------------------------ | ---------------- | ------------------- |
| 23 | 1  | Spring                     | Gwyneth Horder-Payton | Christopher Keyser                         | 6 lipca 2016     | nieemitowany        |
| 24 | 2  | Cockroach                  | Alex Zakrzewski       | Addison McQuigg                            | 13 lipca 2016    | nieemitowany        |
| 25 | 3  | The Dead and the Living    | Gwyneth Horder-Payton | Howard Gordon, Chris Keyser                | 20 lipca 2016    | nieemitowany        |
| 26 | 4  | A Prayer for our Daughters | Michael Lehmann       | Emmy Grinwis                               | 27 lipca 2016    | nieemitowany        |
| 27 | 5  | A Rock and A Hard Place    | Deborah Chow          | Anna Fishko                                | 3 sierpnia 2016  | nieemitowany        |
| 28 | 6  | Truth and Dignity          | Charlotte Brändström  | Amy Louise Johnson, Kelly Wiles            | 10 sierpnia 2016 | nieemitowany        |
| 29 | 7  | Bedfellows                 | Peter Weller          | Daniel Goldfarb                            | 17 sierpnia 2016 | nieemitowany        |
| 30 | 8  | Ask for the Earth          | Alrick Riley          | Christopher Keyser                         | 24 sierpnia 2016 | nieemitowany        |
| 31 | 9  | How to Live                | Peter Weller          | Anna Fishko, Emmy Grinwis, Addison McQuigg | 31 sierpnia 2016 | nieemitowany        |
| 32 | 10 | Two Graves                 | Gwyneth Horder-Payton | Christopher Keyser, Howard Gordon          | 7 września 2016  | nieemitowany        |